# Lutherhof (Weimar)

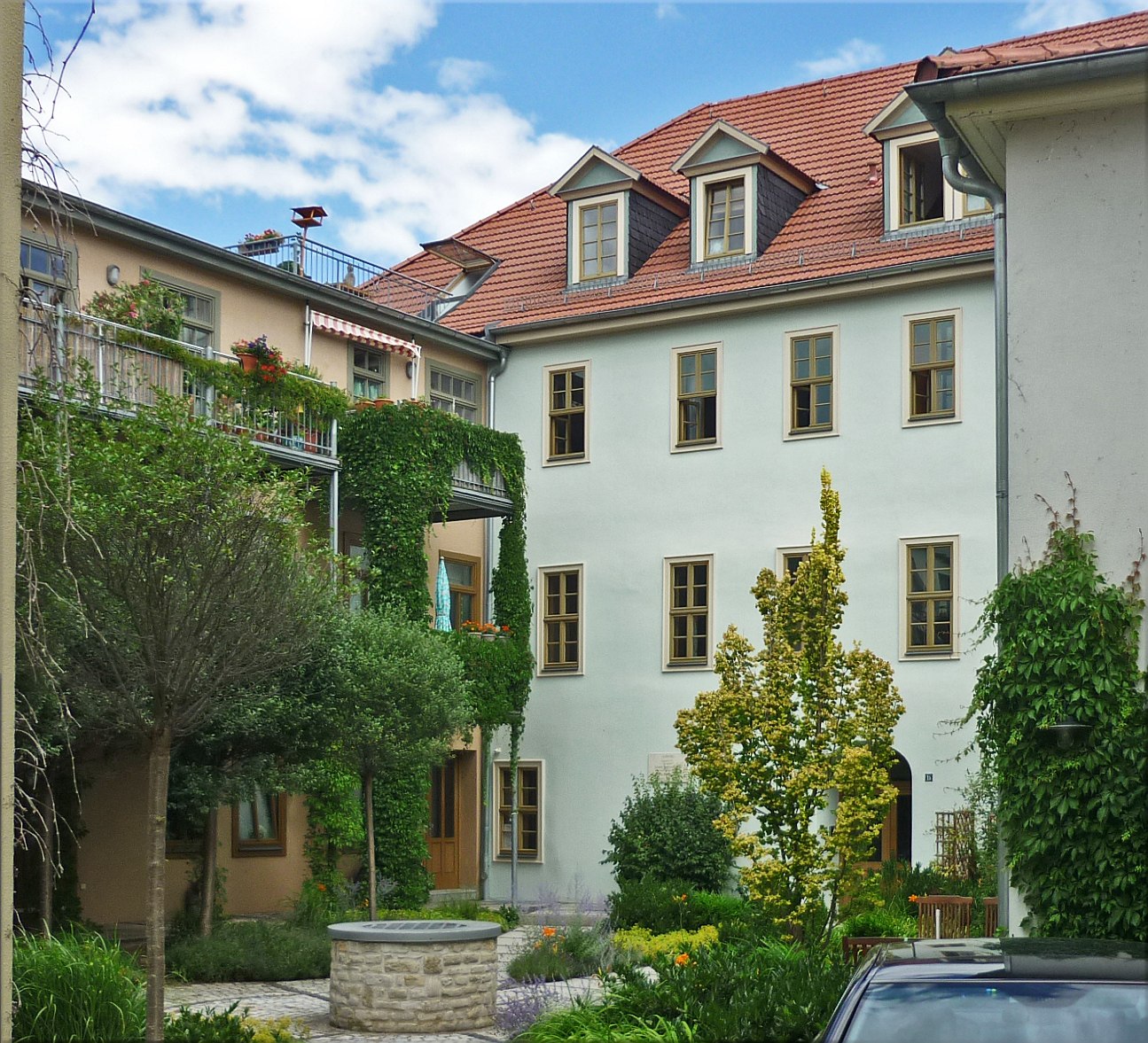
Der Lutherhof in Weimar

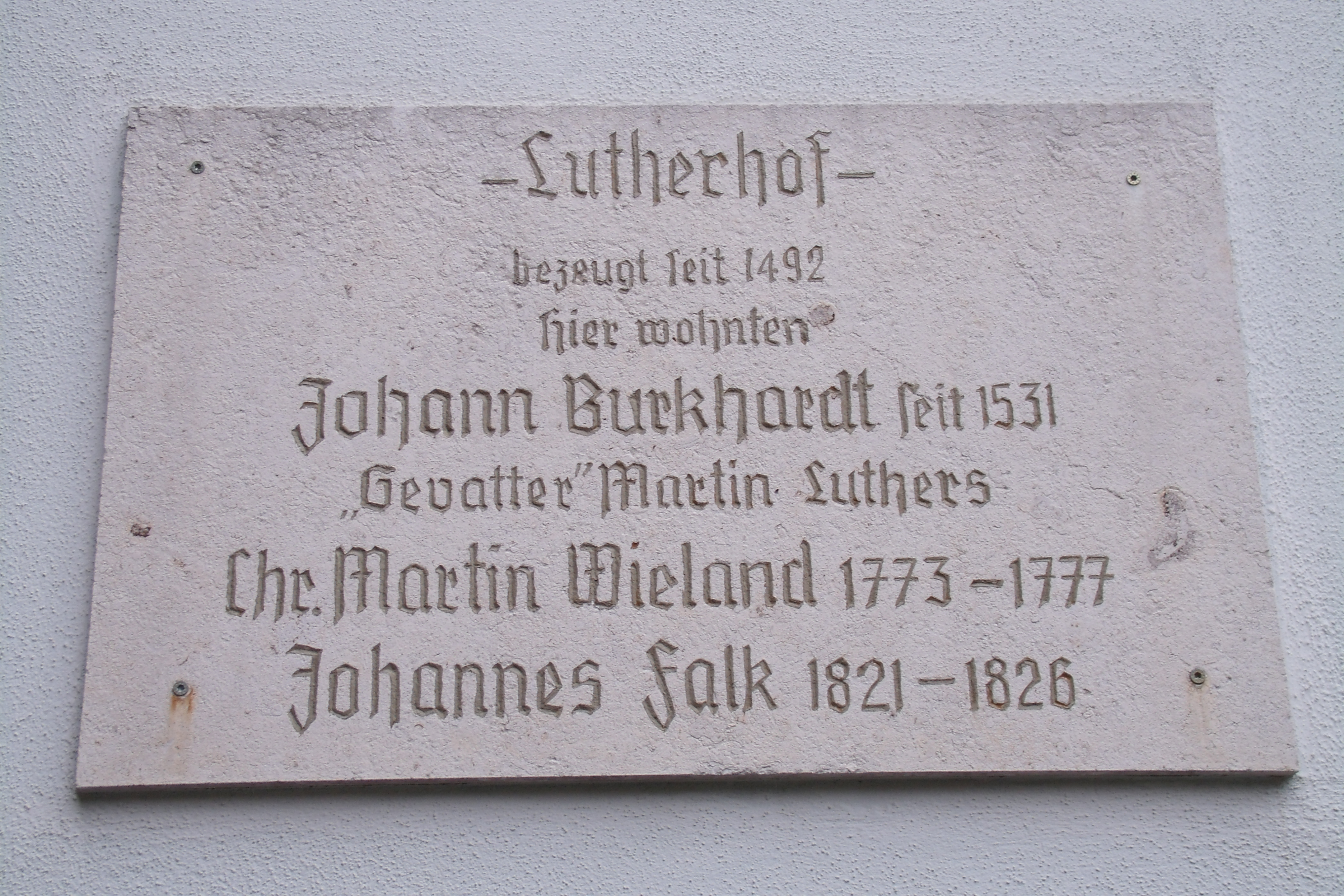
Erinnerungstafel an die Bewohner des Lutherhofs Weimar

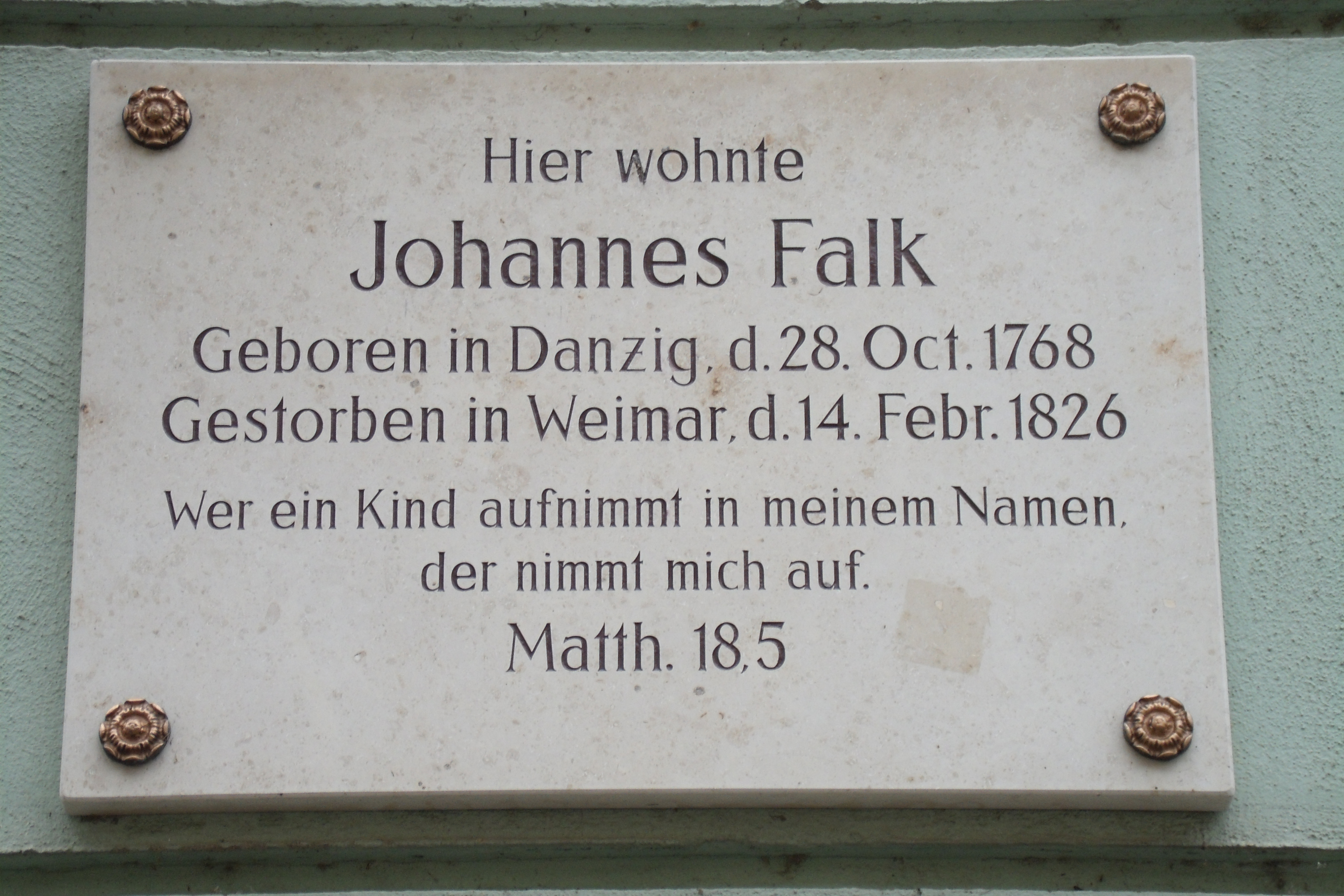
Erinnerungstafel für J.D. Falk am Portal Marstallstraße 1

Der Lutherhof ist ein denkmalgeschütztes Gebäude in der Weimarer Luthergasse 1.

## Geschichte und Nutzung
Der Lutherhof in Weimar ist ein mächtiges dreigeschossiges Haus in der Luthergasse 1. Erstmals wurde es 1491 als ein auf der Mauer stehendes Freihaus erwähnt. Seine Rückseite wendet es der Marstallstraße zu. Der schon Anfang des 19. Jahrhunderts gebräuchliche Name rührt wohl aus der Annahme her, dass Martin Luther während eines seiner Weimarer Aufenthalte hier gewohnt habe. Dies ist jedoch nicht verbürgt. Im Lutherhof wohnte Christoph Martin Wieland von 1773 bis 1777, danach verfiel er. 1821 zog Johannes Daniel Falk mit seinen Zöglingen ein und richtete ihn wieder her. Falk starb hier 1826, sein Institut wurde 1830 in die Falkstraße verlegt. Eine Gedenktafel von 1868 befindet sich am Eingang Marstallstraße.
Neben Wohnungen beherbergt der Lutherhof heute das kleinste Museum Weimars, das Johannes-Falk-Museum. Das Museum ist eigentlich ein Gedenkraum von 11 m² Fläche, in welchem sich Gegenstände aus Falks Nachlass befinden. Dieses betreibt der Verein Johannes Falk e.V. Die Besichtigung ist nur nach Anmeldung bzw. im Zusammenhang mit Veranstaltungen möglich. 
Im Hof befindet sich ein Brunnen, der wieder freigelegt wurde.